# Stratocles viridimaculatus
Stratocles viridimaculatus är en insektsart som beskrevs av Günther 1930. Stratocles viridimaculatus ingår i släktet Stratocles och familjen Pseudophasmatidae. Inga underarter finns listade i Catalogue of Life.